# Monsterfilm

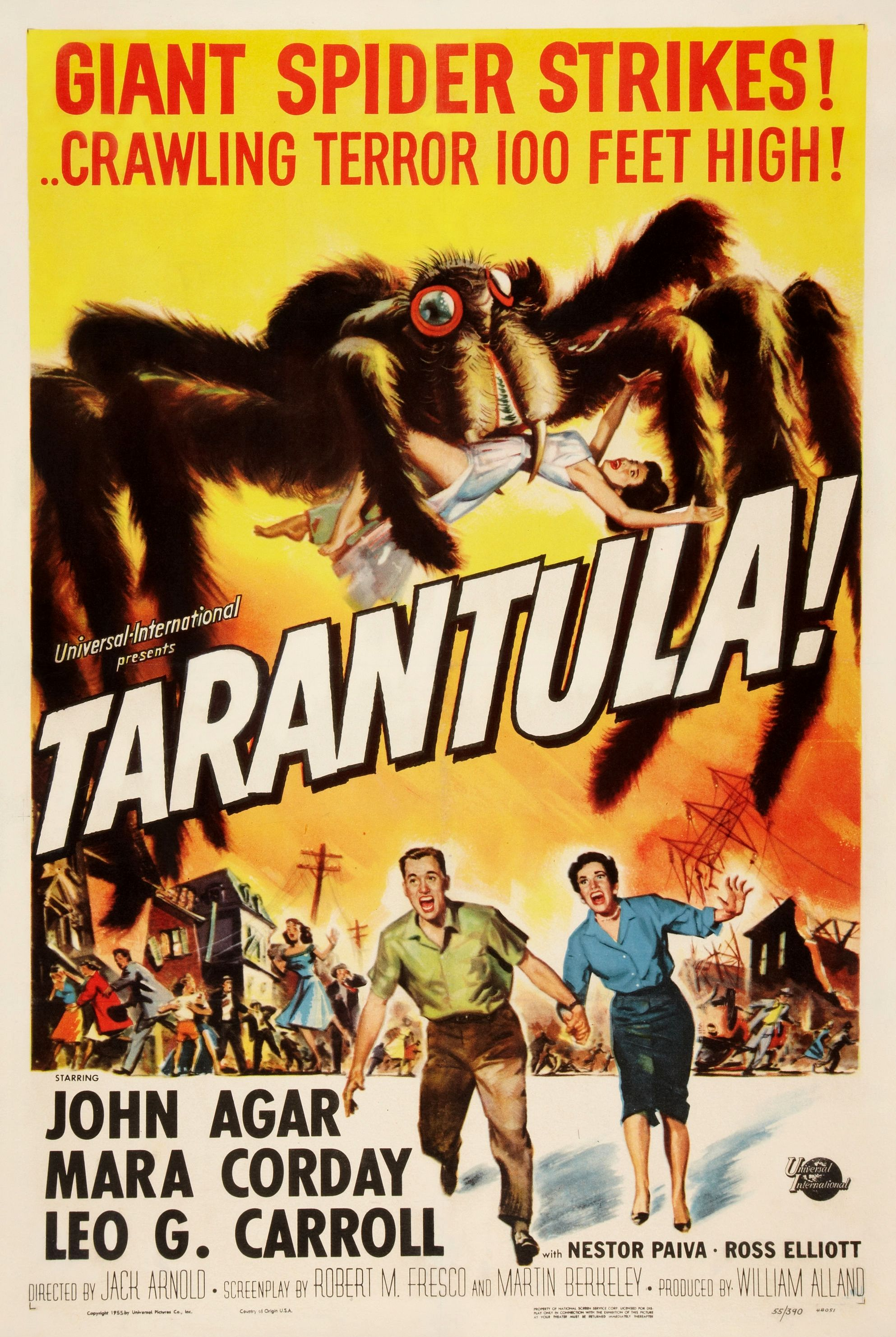

Monsterfilme bilden ein Subgenre des Horror- und Science-Fiction-Films.

## Definition
Filmhistoriker Georg Seeßlen unterscheidet beim Monsterfilm zwischen den Ablegern des Horrorfilms und des Science-Fiction-Films. Der dem Horrorgenre zuzuordnende Monsterfilm thematisierte für Seeßlen die „phantastischen Projektionen psychischen Leidens und unterdrückter Leidenschaft“, die „archaischen Vorstellungen […] Gestalt verschafften“. In den „traditionellen animalischen Monstermythen […] etwa dem des Werwolfs oder des Affenmenschen [wird] die Furcht vor den eigenen untersagten Bedürfnissen […] nach außen projiziert, um bekämpft zu werden“. Eine weitere Variante dieser Mischwesen (Menschen, die sich in nicht menschliche Tiere verwandeln) sind für Seeßlen die Katzenmenschen des gleichnamigen Films von 1942. Andere Autoren wie Andrew Tudor und Noël Carroll fassen den Begriff Monster weiter und zählen hierzu auch Vampire, Mumien, Zombies und (im Falle Tudors) sogar verrückte Wissenschaftler. Für Noël Carroll ist ein wesentliches Merkmal des Monsters (sowohl des Science-Fiction- als auch des Horrorfilms) die Fusion aus Gegensätzen wie innen-außen, lebend-tot, Insekt-Mensch und Maschine-Mensch.
Science-Fiction-Monsterfilme, speziell die der 1950er Jahre, gaben in Seeßlens Augen „den allgemeinen und den besonderen Ängsten der Zeit einen Ausdruck“. „[Er] übernahm das Motiv, ließ das Ungeheuer aber […] durch Eingriffe aus dem Bereich der Naturwissenschaften [entstehen]“. Schon Frankensteins Kreatur zählt für Seeßlen zu dieser Kategorie, die „kein willkürliches Zufallsprodukt“ mehr war, sondern eine menschliche Schöpfung. „Der Horror-Film beruhigte, indem er das Phantastische als eine überwundene Qualität zeigte […]; der Science-Fiction-/Monster-Film beunruhigte durch eine Warnung vor der phantastischen Bedrohung der Zukunft.“ Außerirdische Invasoren (Das Ding aus einer anderen Welt (1951)), durch Radioaktivität oder andere menschliche Eingriffe in die Natur wiedererweckte Dinosaurier (Panik in New York (1953)) oder ins Gigantische angewachsene Tiere (Formicula (1954)) beherrschten den Science-Fiction-Monsterfilm. Neben einer ideologischen Funktion während des Kalten Krieges macht Seeßlen in diesen Filmen aber auch ein Element des „gotischen Horrors“ und, insbesondere in den Arbeiten von Regisseur Jack Arnold, erotische Anspielungen aus.
Eine Sonderform ist für Seeßlen der so genannte märchenhafte Monsterfilm, in dem der Hauptaugenmerk auf der Tricktechnik liegt. „In diesen Filmen […] geht es mehr um das Vorzeigen der filmischen Technik selbst […] und um die Erzeugung einer eher zauberhaften denn «mythologischen» Atmosphäre als um wirklichen Horror.“ Den Drachen aus Fritz Langs Die Nibelungen (1922/24) deutet Seeßlen als Vorläufer der Urwelttiere hollywoodscher Prägung. Leslie Halliwell sieht als Auslöser dieser Spielart des Monsterfilms Die verlorene Welt (1925) und als dessen herausragendsten Vertreter King Kong und die weiße Frau (1933). In diesen Filmen, so Hahn/Jansen, beginnen auch die Grenzen zwischen Science-Fiction-Filmen und Horrorfilmen zu Abenteuer- und Fantasyfilmen, zu verwischen.
Eine Variante des märchenhaften Monsterfilms ist der japanische Monsterfilm, der „auf die Tradition von «King Kong» und die prähistorischen Monsterfilme zurückgriff“. Der erste Film dieser Reihe war der noch ernst angelegte Godzilla (1954), dessen Titelfigur als Allegorie auf die Atombombenabwürfe auf Hiroshima und Nagasaki angelegt war. Godzillas zahlreiche Fortsetzungen und Nachahmer wandten sich zusehends an ein jugendliches Publikum.
Das Subgenre Tierhorrorfilm stellt eine weitere Variante des Monsterfilms dar. Seeßlen unterscheidet hier zwischen den klassischen Mischwesen auf der einen Seite und Tieren, die als natürlicher Feind des Menschen oder als Stellvertreter einer sich für Umweltzerstörungen rächende Natur auftreten, auf der anderen Seite. Letztere Gattung verortete Seeßlen zwar primär in den 1970er Jahren, sah aber den Grundstein bereits in Die Vögel (1963) gelegt. Zu den bekanntesten Vertretern des Tierhorrorfilms zählt Der weiße Hai (1975).

## Ältere Literatur
- Thomas G. Aylesworth: Monsters From the Movies. Philadelphia/London 1972.